# Rocks Off
Rocks Off är en låt skriven av Mick Jagger och Keith Richards som lanserades som öppningsspår på Rolling Stones album Exile on Main St. 1972. Låten spelades in i juli 1971 i lyxvillan Nellcôte i Villefranche-sur-Mer, södra Frankrike, och efterarbete gjordes i Los Angeles i mars 1972. Låten släpptes som singel i Japan med "Sweet Virginia" som b-sida, men var i de flesta länder endast tillgänglig som albumspår.
Förutom de officiella medlemmarna i Rolling Stones medverkar Nicky Hopkins (piano), Jim Price (trumpet), och Bobby Keys (saxofon) på inspelningen.
Den spelades även in under Rolling Stones turné 2002 - 2003 och gavs ut på albumet Live Licks 2004.